# Comuna Slavonski Šamac, Slavonski Brod-Posavina
Slavonski Šamac este o comună în cantonul Slavonski Brod-Posavina, Croația, având o populație de 2.169 de locuitori (2011).

## Demografie
Componența etnică a comunei Slavonski Šamac
     Croați (99,12%)
     Necunoscut (0%)
     Neclasificat (0,69%)
Componența confesională a comunei Slavonski Šamac
     Catolici (98,57%)
     Necunoscută (0,23%)
     Alte religii (1,2%)
Conform recensământului din 2011, comuna Slavonski Šamac avea 2.169 de locuitori. Din punct de vedere etnic, majoritatea locuitorilor (99,12%) erau croați. Din punct de vedere confesional, majoritatea locuitorilor (98,57%) erau catolici. Pentru 0,23% din locuitori nu este cunoscută apartenența confesională.